# Dasychira colini
Dasychira colini är en fjärilsart som beskrevs av Paul Mabille 1893. Dasychira colini ingår i släktet Dasychira och familjen tofsspinnare. Inga underarter finns listade i Catalogue of Life.